# Democracia Socialista (España)
Democracia Socialista fue un partido político español fundado en 1990 por Ricardo García Damborenea, exsecretario general del Partido Socialista de Euskadi en Vizcaya y líder de la corriente interna en el PSOE del mismo nombre. García Damborenea fundó su nuevo partido tras ser expulsado del PSOE por sus críticas a la dirección y ver rechazada la opción de que Democracia Socialista pudiera constituirse como corriente interna del PSOE.

## Elecciones
- Elecciones al Parlamento de Andalucía de 1990: 14.495 votos (0,53%).
- Elecciones al Parlamento Vasco de 1990: 5.023 votos (0,49%).
- Elecciones a las Cortes Valencianas de 1991: 5.207 votos (0,26%).
- Elecciones municipales de 1991: 8.747 votos (0,05%). 4 concejales.